# Бетета

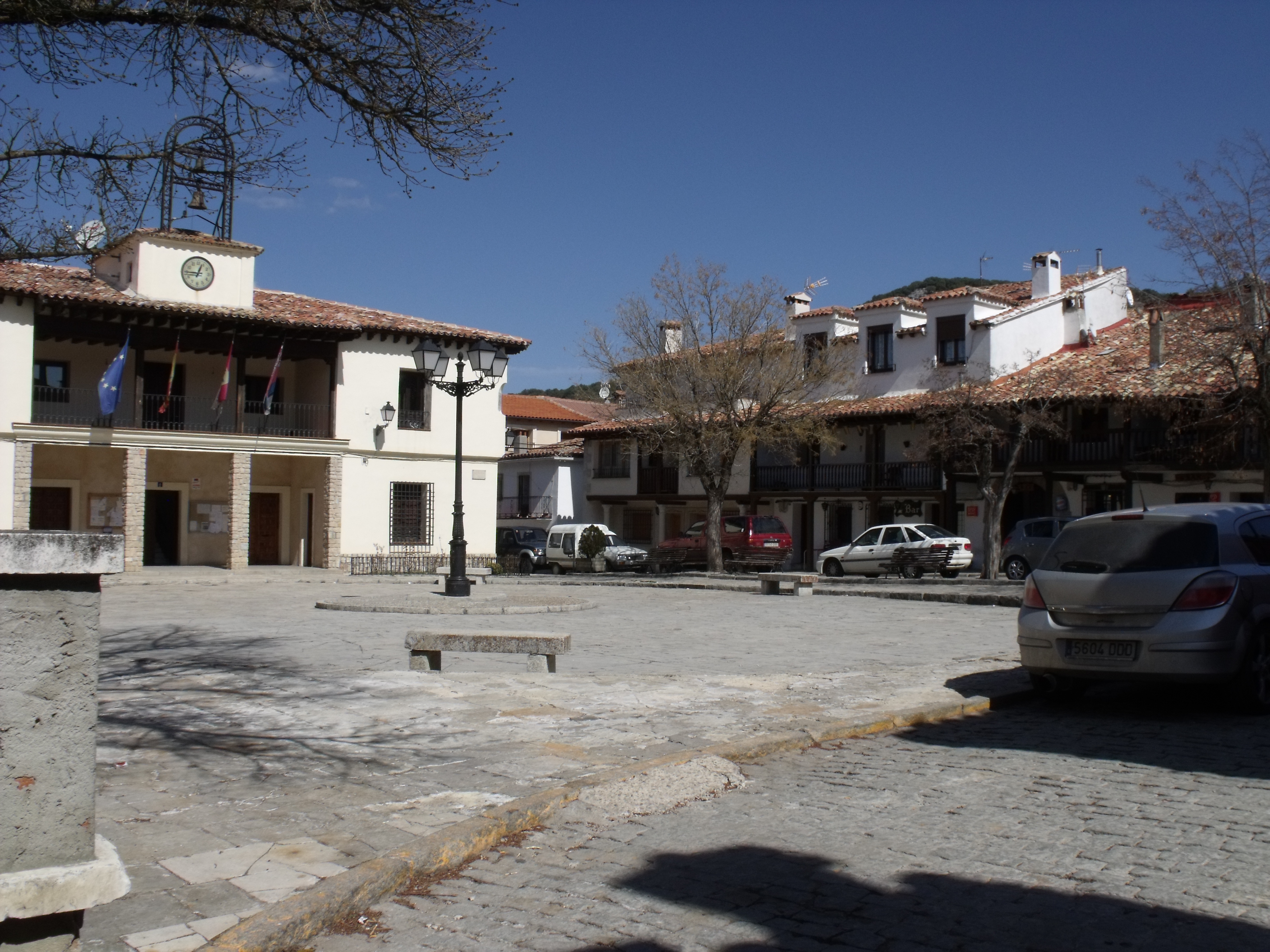

Бетета (ісп. Beteta) — муніципалітет в Іспанії, у складі автономної спільноти Кастилія-Ла-Манча, у провінції Куенка. Населення — 327 осіб (2010).
Муніципалітет розташований на відстані близько 140 км на схід від Мадрида, 55 км на північ від Куенки.
На території муніципалітету розташовані такі населені пункти: (дані про населення за 2010 рік)
- Бетета: 278 осіб
- Солан-де-Кабрас: 1 особа
- Ель-Тобар: 48 осіб

## Демографія
Динаміка населення (INE ):

## Галерея зображень

Розташування муніципалітету у провінції Куенка